# Jacob Peterson
Jacob Peterson (Portage, 27 gennaio 1986) è un ex calciatore statunitense, di ruolo centrocampista.